# Арес I
Арес I је америчка ракета-носач. Развијена је специјално за старт Свемирског брода Орион и требало би да замени Спејс Шатл. По својој садашњој конструкцији Арес ће моћи да пренесе до 24,5 тона у нижој орбити Земље. Заједно са сестринском ракетом Арес V је део Констелејшн програма америчке агенције НАСА.

## Техника
Арес  састоји се из два степена. Први степен је петосегментна ракета на чврсто годиво која сагорева као смесу амониум перхлорат композит пропелант из амонијума као оксиданса и алуминијума, производећи потисак од око 16 мегањутна. Једном када се запали не може више да се искључи и доводи ракету током свог 126-секундног времена горења на висину од око 50km. На овој висини се одваја први део. Систем од пет падобрана служи за сигурније спуштање у Атлантик. Предвиђено је да се тамо пронађе и да се дошлепа до стартне позиције, где је се сегменти одвајају једни од других. Ако је могуће, онда се носе на рециклажу у близини Брајгам Ситија (држава Јута), тако да они могу бити коришћени за касније летове. Транспорт сегмената следи железницом.
Код другог степена ради се о смањеној верзији спољашњег резервоара Спејс Шатла. Направљена је примарно од легуре алуминијум-литијума и садржи два мања резервоара за погонско гориво, при чему горњи резервоар напуњен са течним водоником на 20 K, а доњи са течним кисеоником на температури од 90 K. Ова горива погоне J-2X-погон, које је потребан ракети на нижој орбити земље. Тамо се прелази на трећу фазу погона. Резервоар је направио Боинг у Михауд монтажи и преноси се морским путем до стартне позиције. Тамо се монтира погон који прави компанија Рокетдајн.

## Стартна позиција
Као једина стартна позиција предвиђен је Свемирски центар Кенеди Комплекс 39Б.

## Историја развоја
Први предлози за ракету, која је замишљена као ракета на чврсто гориво у првом и на течно гориво у другом степену, појавили су се још 1995. године. У то време је Локид Мартин је спровео студију изводљивости у сарадњи са Маршал Спајс Флајт Центром о потребним потенцијалима ракете. 
Десет година касније започета је релизација ракете. Најпре је развијена ракета са четворосегментним првим степеном и модификованим главним мотором као погоном за други степен. Након првих контролних резултата показало се ипак да није могуће постићи потребан потисак за ракету на чврсто гориво да би ракета стартовала. Овај проблем је решен петим сегментом и смањивањем тежине на максималаном корисном терету. Даље се одлучило да се смање трошкови коришћењем J-2X-погона. 
Дана 4. јануара 2007. године завршила је НАСА преглед системских захтева и извршила је успешан тест у коме је ракета тестирана за услове Констелејшн програма. Истовремено је најављено да ће међурезервоар другог степена бити замењен са међуподлогом како би се уштедела тежина.
Уговор за производњу компанији Боинг предат 12. децембра 2007. године.

## Успех и планирани старт
Први датум тест-лансирања ракете Арес I-X на подорбиталном нивоу планиран је 27. октобар 2009. у 12 часова.
Након више померања старта услед неповољних временских услова, први лет је успешно изведен 28. октобра 2009. у 15:30 по локалном времену. Коришћена је главна ракета са четири активна и једним пасивним СРМ сегментом, који је носио неактивани други степен и лажни користан терет са стартног комплекса у Кенеди свемирском центру до 46km висине, при чему је убрзање било 4,7 маха и испробано је раздвајање сегмената. 
Следећи термин тест-лансирања планиран је за трећи квартал 2013. године.

## Технички подаци
| Арес I               | Арес I                               |
| -------------------- | ------------------------------------ |
| Стартна маса (t)     | 907                                  |
| висина (m)           | 99                                   |
| место старта         | Свемирски центар Кенеди Комплекс 39Б |
| користан терет (t))  | 25,49                                |
| 1. степен            |                                      |
| тип                  | чврсто гориво                        |
| дужина (m)           | 52,73                                |
| пречник (m)          | 3,66                                 |
| маса (t)             | 801                                  |
| потисак Ø (kN)       | 16014                                |
| време сагоревања (s) | 126                                  |
| погонско гориво      | амониум перхлорат композит пропелант |
| 2. степен            |                                      |
| тип                  | течно гориво                         |
| погон                | J-2X погон                           |
| дужина (m)           | 25,6                                 |
| пречник (m)          | 5,5                                  |
| маса (t)             | 156 (празан 17,5)                    |
| потисак Ø (kN)       | 1308                                 |
| време сагоревања (s) | око 465                              |
| погонско гориво      | кисеоник водоник                     |